# Sebastián Olmedo
Sebastián Olmedo Pereira (ur. 21 czerwca 2001 w Hohenau) – paragwajski piłkarz występujący na pozycji środkowego obrońcy, od 2023 roku zawodnik meksykańskiej Puebli.